# Hrabstwo Elk (Kansas)

Piramida wieku hrabstwa

Hrabstwo Elk – hrabstwo położone w Stanach Zjednoczonych, w stanie Kansas, z siedzibą w mieście Howard. Założone 25 marca 1875 roku. Hrabstwo należy do nielicznych hrabstw w Stanach Zjednoczonych należących do tzw. dry county, czyli hrabstw gdzie decyzją lokalnych władz obowiązuje całkowita prohibicja.

## Miasta
- Howard
- Moline
- Longton
- Grenola
- Elk Falls

## Sąsiednie Hrabstwa
- Hrabstwo Greenwood
- Hrabstwo Wilson
- Hrabstwo Montgomery
- Hrabstwo Chautauqua
- Hrabstwo Cowley
- Hrabstwo Butler